# Cristina Businari
Cristina Businari, née le 10 octobre 1949 à Rome dans la région du Latium, est une mannequin et actrice italienne, lauréate du concours Miss Italie en 1967.

## Biographie
Cristina Businari est couronnée Miss Italie à Salsomaggiore Terme en 1967. Après son sacre, elle participe au concours Miss Univers, travaille comme mannequin et débute une courte carrière d'actrice.
En 1968, elle apparaît ainsi pour la première fois au cinéma dans le western Clayton l'implacable (Lo voglio morto) de Paolo Bianchini dans lequel elle joue aux côtés de Craig Hill et Lea Massari. Après un rôle secondaire dans le film Le Ciel volé (de) (Wetterleuchten über dem Zillertal) de Theo Maria Werner en 1974, elle obtient le principal rôle féminin du film policier I ragazzi della Roma violenta de Renato Savino.
En 1979, elle joue dans le quatrième et dernier épisode de la mini-série I racconti fantastici di Edgar Allan Poe de Daniele D'Anza qui s'inspire de la nouvelle La Chute de la maison Usher d'Edgar Allan Poe et se retire sur ce dernier rôle.

## Filmographie

### Au cinéma
- 1968 : Clayton l'Implacable (Lo voglio morto) de Paolo Bianchini
- 1974 : Le Ciel volé (de) (Wetterleuchten über dem Zillertal) de Theo Maria Werner
- 1976 : I ragazzi della Roma violenta de Renato Savino

### À la télévision

#### Série télévisée
- 1979 : I racconti fantastici di Edgar Allan Poe de Daniele D'Anza, épisode La caduta di Casa Usher

## Prix et distinctions
- Miss Italie 1967.